# 솔레노이드 전압계

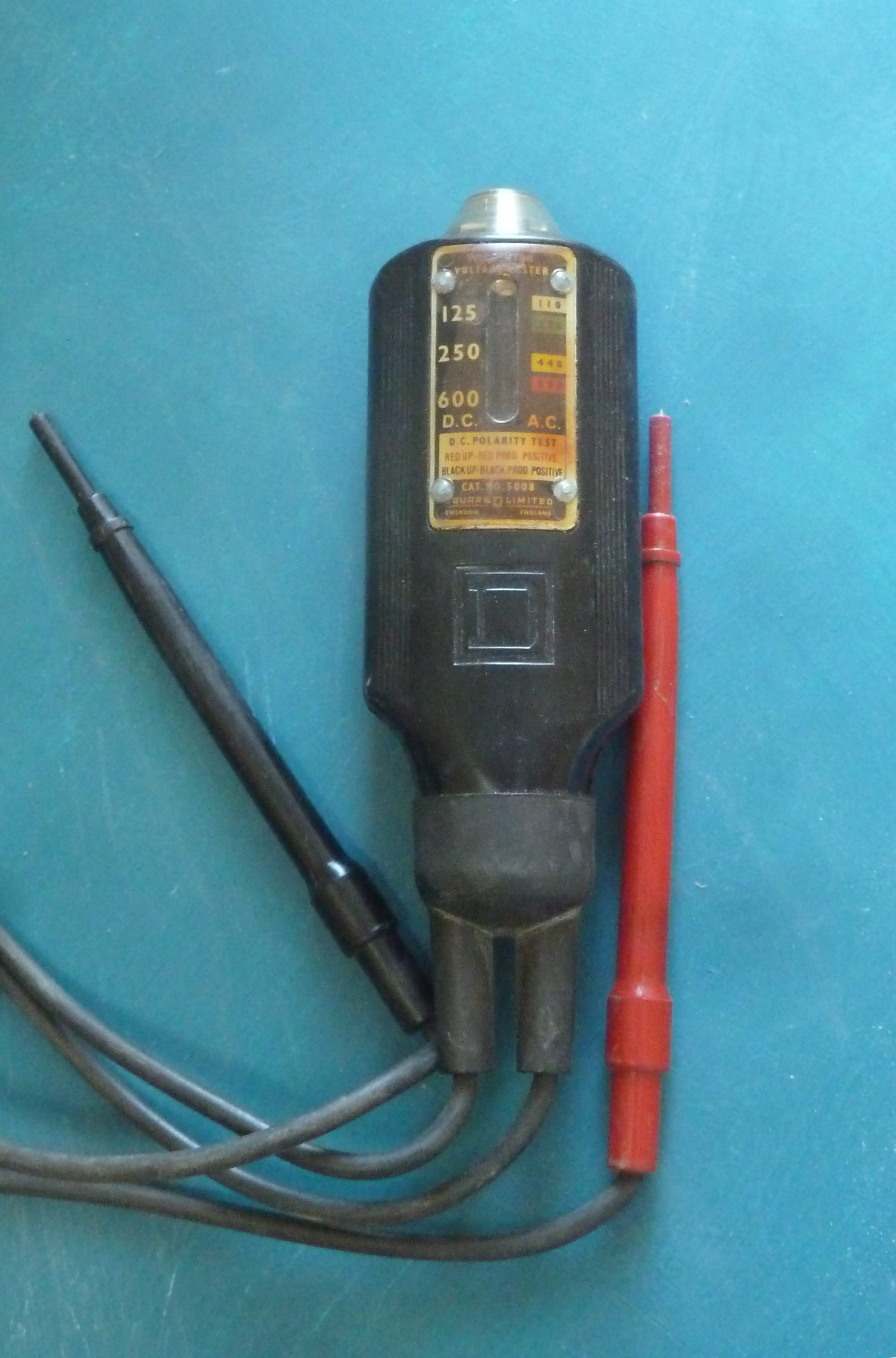
솔레노이드 전압계에 테스트 리드가 부착되어 있다. 이 기기는 다르송발(D'Arsonval)형 측정기보다 견고하지만 정밀하지는 않다.

솔레노이드 전압계(영어: Solenoid voltmeter)는 전기공이 전력 회로를 테스트하는 데 사용하는 특정 유형의 전압계이다. 솔레노이드 코일을 사용하여 용수철이 장착된 플런저를 끌어당기며, 플런저의 움직임은 근사 전압으로 보정된다. 이는 다르송발 운동보다 견고하지만, 민감하거나 정밀하지는 않다.
위기(Wiggy)는 북미에서 사용되는 일반적인 솔레노이드 전압계의 등록 상표로, 위긴턴(Wigginton) 회사에 할당된 미국 특허 번호 1,538,906에서 유래한 장치 특허이다.

## 작동
다르송발 운동이나 디지털 전자 장치를 사용하는 대신, 솔레노이드 전압계는 단순히 포인터를 지닌 용수철 장착 솔레노이드를 사용한다(이는 가동철형 측정기의 한 형태로 설명될 수도 있다). 더 큰 전압은 더 많은 자기를 생성하여 솔레노이드의 코어를 용수철 부하에 더 깊이 당겨 포인터를 움직인다. 짧은 눈금은 포인터의 움직임을 전압 판독값으로 변환한다. 솔레노이드 전압계는 일반적으로 포인터의 양쪽에 눈금을 가지고 있으며, 한쪽은 교류용으로 보정되고 다른 한쪽은 직류용으로 보정된다. 하나의 "범위"만 제공되며, 일반적으로 0볼트에서 약 600볼트까지 확장된다.
작은 영구 자석 회전자는 보통 미터 상단에 장착된다. DC의 경우, 이 자석은 한쪽 또는 다른 쪽으로 뒤집히며, 노출된 색상(빨간색 또는 검은색)으로 어느 리드가 양극에 연결되었는지 표시한다. AC의 경우, 회전자는 단순히 진동하여 미터가 AC 회로에 연결되었음을 나타낸다. 또 다른 형태의 테스터는 소형 네온등을 사용한다. 음극이 빛나면 DC 회로의 극성을 나타내고, 양쪽 전극이 빛나면 AC를 나타낸다.
일부 제조업체가 만든 모델에는 테스터 내부의 배터리로 전원이 공급되는 연속성 테스트 램프가 포함되어 있다. 이는 예를 들어 활선 회로의 퓨즈를 테스트할 때 특히 유리한데, 연속성 모드에서 전압 감지 모드로 변경하는 데 전환이 필요 없기 때문이다.

## 가동 코일 계측기와의 비교
솔레노이드 전압계는 가동 코일 다르송발 유형의 섬세하지만 더 정밀한 기기보다 거친 취급이나 전기적 과부하로 인한 손상에 매우 강하다.
"합격/불합격" 테스트의 경우, AC 전원이 인가되면 미터 내에서 감지 가능한 진동과 소리가 발생하므로 눈금을 읽을 필요가 없다. 이 기능은 시끄럽거나 조명이 좋지 않거나 매우 밝은 환경에서 테스터를 매우 편리하게 만든다. 미터를 느낄 수 있으며, 더 많이 점프할수록 전압이 높다.
솔레노이드 전압계는 작동 시 상당한 전류를 소모한다. 전원 공급 회로를 테스트할 때, 전원 경로에 높은 임피던스 연결(즉, 타버린 개폐기 접점이나 와이어 조인트와 같은 거의 개방 회로 고장)이 있어도 고임피던스 디지털 전압계에서는 충분한 전압/전류가 통과하여 등록될 수 있지만, 솔레노이드 전압계를 작동시키지는 못할 수 있다. 그러나 고임피던스 회로 응용 분야에서는 상당한 전류를 소모하여 측정되는 전압을 변경하므로 좋지 않다. 누전 차단기를 테스트하는 데 사용할 수 있는데, 솔레노이드 전압계를 활선과 접지 도체 사이에 연결하면 소모되는 전류가 대부분의 RCD를 트립시키기 때문이다.
일부 제조업체는 솔레노이드 측정기에 연속성 테스트 램프 기능을 포함한다. 이 기능은 전압 테스트 기능과 동일한 프로브를 사용한다. 이 기능은 활선 회로의 접점 상태를 테스트할 때 유용하다. 접점이 닫혀 있으면 연속성 램프가 켜지고, 열려 있으면(그리고 전원이 공급되면) 솔레노이드 전압계에 전압 존재가 표시된다.
멀티미터와 대조적으로, 솔레노이드 전압계에는 다른 내장 기능(예: 전류계, 저항계 또는 용량계 역할)이 없으며, 단순히 간단하고 사용하기 쉬운 전력 전압계이다. 솔레노이드 전압계는 저전압 회로(예: 12볼트 회로)에서는 쓸모가 없다. 전압계의 기본 범위는 약 90V(AC 또는 DC)에서 시작한다.
솔레노이드 전압계는 정밀하지 않다. 예를 들어, 220VAC와 240VAC 사이의 판독값에서 신뢰할 수 있는 감지 가능한 차이는 없을 것이다.
이들은 간헐적 작동을 위해 설계되었다. 테스트 중인 회로에서 적당한 양의 전력을 소모하며, 지속적으로 모니터링하면 과열될 수 있다.
테스터의 낮은 임피던스와 낮은 민감도는 전압원에 대한 높은 임피던스 연결을 보여주지 못할 수 있으며, 이는 여전히 충분한 전류를 공급하여 감전 위험을 유발할 수 있다.

## 같이 보기
- 테스트 라이트
- 연속성 테스터